# Loch Coire na Saighe Duibhe
Loch Coire na Saighe Duibhe är en sjö i Storbritannien.   Den ligger i kommunen Highland och riksdelen Skottland, i den norra delen av landet, 800 km norr om huvudstaden London. Loch Coire na Saighe Duibhe ligger 298 meter över havet.  Trakten runt Loch Coire na Saighe Duibhe består i huvudsak av gräsmarker.